# Walgreens Boots Alliance

Logo de Walgreens

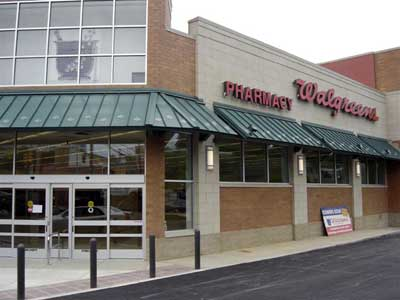
Magasin typique

Walgreens Boots Alliance est un groupe de pharmacies. Elle possède la chaîne de pharmacies américaine Walgreens établie en 1901 et présente sur l'ensemble du territoire américain. 
Concurrente de CVS/Pharmacy, elle est aujourd'hui le leader américain de la pharmacie de détail, devançant la branche du groupe CVS Caremark après une série d'acquisitions depuis 2008 (Duane Reade, Drugstore.com). Cependant CVS Caremark reste à ce jour le leader américain du secteur commerce de détail soin, santé et beauté.
Son siège social se trouve à Deerfield, dans la banlieue de Chicago (Illinois).

## Activités

### Distribution de détail
Vente de médicaments sous ordonnance, de médicaments de produits de beauté et cosmétiques. À fin août 2018, l'activité est assurée au travers de 14 327 points de vente dont 9 560 situés aux États-Unis, à Porto Rico et aux Iles Vierges américaines, et par le biais d'Internet.

### Distribution en gros
Activité assurée par plus 390 centres auprès de plus de 230 000 pharmacies, médecins, centres de soins et hôpitaux.

## Histoire
En juin 2012, Walgreens acquiert 45 % d'Alliance Boots, groupe qui comprend une chaîne de pharmacies présente notamment au Royaume-Uni (Boots) et un grossiste répartiteur présent en Europe , pour 6,7 milliards de $,.
Le 6 août 2014, Walgreens annonce l'acquisition des 55 % d'Alliance Boots qu'il ne détient pas pour 5,27 milliards de dollars, en plus d'actions Walgreens,.
En octobre 2015, Walgreens annonce l'acquisition pour 9,4 milliards de dollars Rite Aid, entreprise de distribution pharmaceutique américaine ayant près de 4 500 pharmacies pour environ 90 000 employés, surtout présente dans le nord-ouest des États-Unis. À la date de la transaction, Walgreens possède 13 200 pharmacies pour un chiffre d'affaires de 76,4 milliards de dollars. Dans le cadre de cette opération, pour satisfaire aux exigences des autorités de la concurrence, 850 magasins Rite Aid sont vendus à Fred's, une entreprise de distribution pharmaceutique de relative petite taille. En juin 2017, Walgreens annonce que les opérations entre Walgreens, Rite Aid et Fred's sont abandonnées, de par l'opposition des autorités de la concurrence. En remplacement de cette opération, Walgreens annonce l'acquisition de près de la moitié des pharmacies, près de 2 100 magasins, de Rite Aid pour 5,18 milliards d'euros.
En décembre 2017, Walgreens annonce prendre une participation de 40 % dans GuoDa, une chaîne de pharmacie chinoise de 3 500 pharmacies, pour 416 millions de dollars.
En janvier 2021, AmerisourceBergen annonce l'acquisition des activités de distributions de Walgreens Boots Alliance, excepté les activités italiennes, allemandes et chinoises, pour 6,5 milliards de dollars.
Fin janvier 2021, l'entreprise annonce le recrutement de Roz Belinda Brewer, actuelle directrice des opérations (COO) de Starbucks, au poste de CEO. Il s'agit de la première femme de couleur nommée à la tête d'une entreprise du S&P500, qui regroupe les 500 plus importantes sociétés américaines selon le classement de Standard & Poor's. Roz Brewer avait déjà fait date en devenant la première femme et la première femme afro-américaine à diriger une branche de Walmart en 2012, avant d'être la première femme nommée COO de Starbucks en 2017. Elle entre en fonction le 15 mars 2021.

## Principaux actionnaires
Au 31 décembre 2019:
| Stefano Pessina                                         | 16,2% |
| Capital Research & Management                           | 11,4% |
| The Vanguard Group                                      | 7,63% |
| SSgA Funds Management                                   | 5,23% |
| Kohlberg Kravis Roberts                                 | 2,45% |
| BlackRock Fund Advisors                                 | 2,08% |
| Caisse de dépôt et placement du Québec                  | 1,59% |
| Walter Scott & Partners                                 | 1,36% |
| Templeton Investment Counsel                            | 1,26% |
| Northern Trust Investments, Inc.(Investment Management) | 1,24% |